# SS Islander
El SS Islander fue un barco de vapor de 1519 toneladas, casco de acero de 240 pies (73 m) y aparejo de goleta, construido en Escocia en 1888 y propiedad de la Canadian-Pacific Navigation Company.Fue construido especialmente para el Pasaje Interior a Alaska y tenía fama de ser el barco de vapor más lujoso utilizado en esa ruta. Por ello, era el preferido de muchos hombres de negocios adinerados, especuladores, banqueros, magnates del ferrocarril y otros personajes que tenían intereses en los lucrativos yacimientos de oro de Klondike.
Sehundió el 15 de agosto de 1901 tras chocar contra un iceberg, muriendo 40 personas.

## Hundimiento

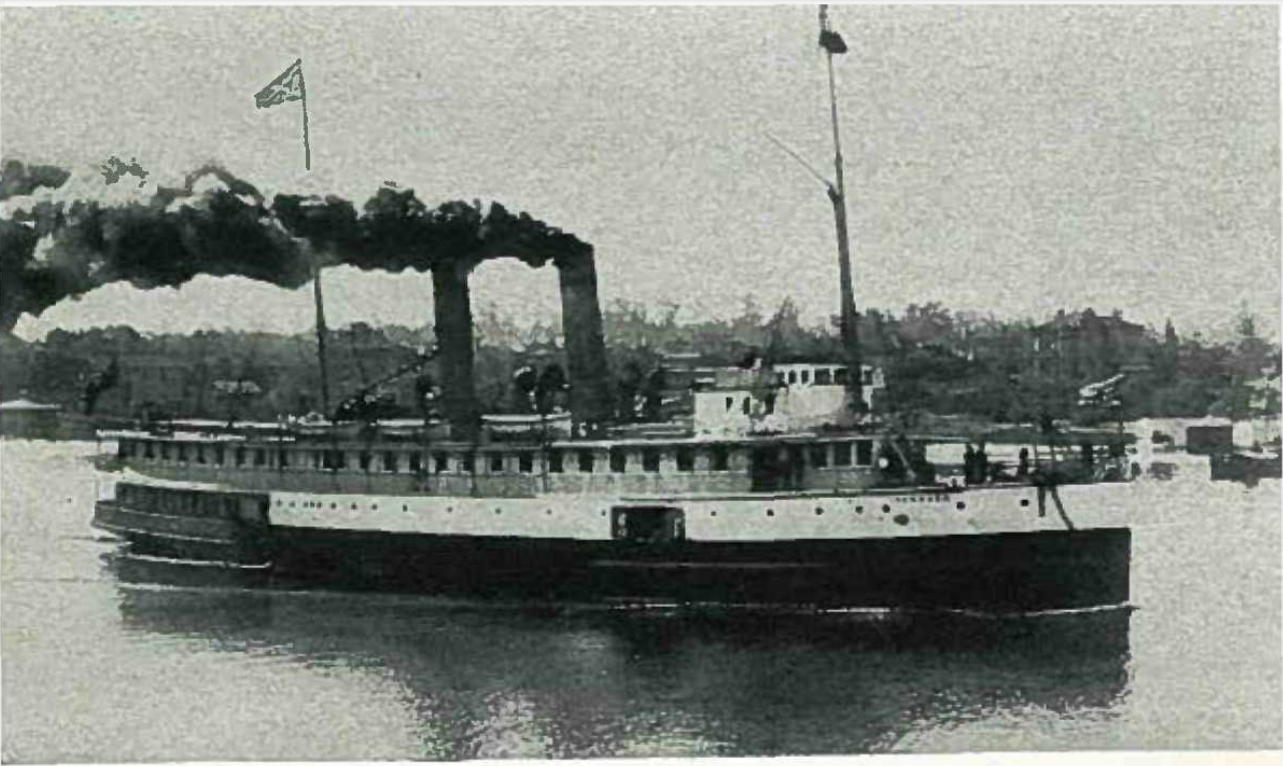
Islander navegando.

El 14 de agosto de 1901, el Islander zarpó de Skagway, Alaska, rumbo a Victoria, Columbia Británica, lleno hasta los topes de pasajeros y con un cargamento de lingotes de oro valorado en más de 6.000.000 de dólares de 1901. Poco después de las 2 de la madrugada del 15 de agosto de 1901, mientras navegaba por el estrecho canal de Lynn, al sur de Juneau, chocó contra lo que, según parece, era un iceberg que le hizo un gran agujero en el costado de babor. Los intentos de llevar el buque a tierra en la cercana isla de Douglas fueron en vano; en cinco minutos, el tremendo peso del agua que llenaba los compartimentos de proa había sumergido la proa y sacado completamente del agua la popa, el timón y las hélices.
Tras navegar a la deriva durante unos 15 minutos con una fuerte marea del sur, el Islander inició su hundimiento final y se hundió rápidamente. En su último viaje transportaba 107 pasajeros y 61 tripulantes. En total murieron 40 personas, entre ellas la esposa y la hija del político James Hamilton Ross.

## Pecio

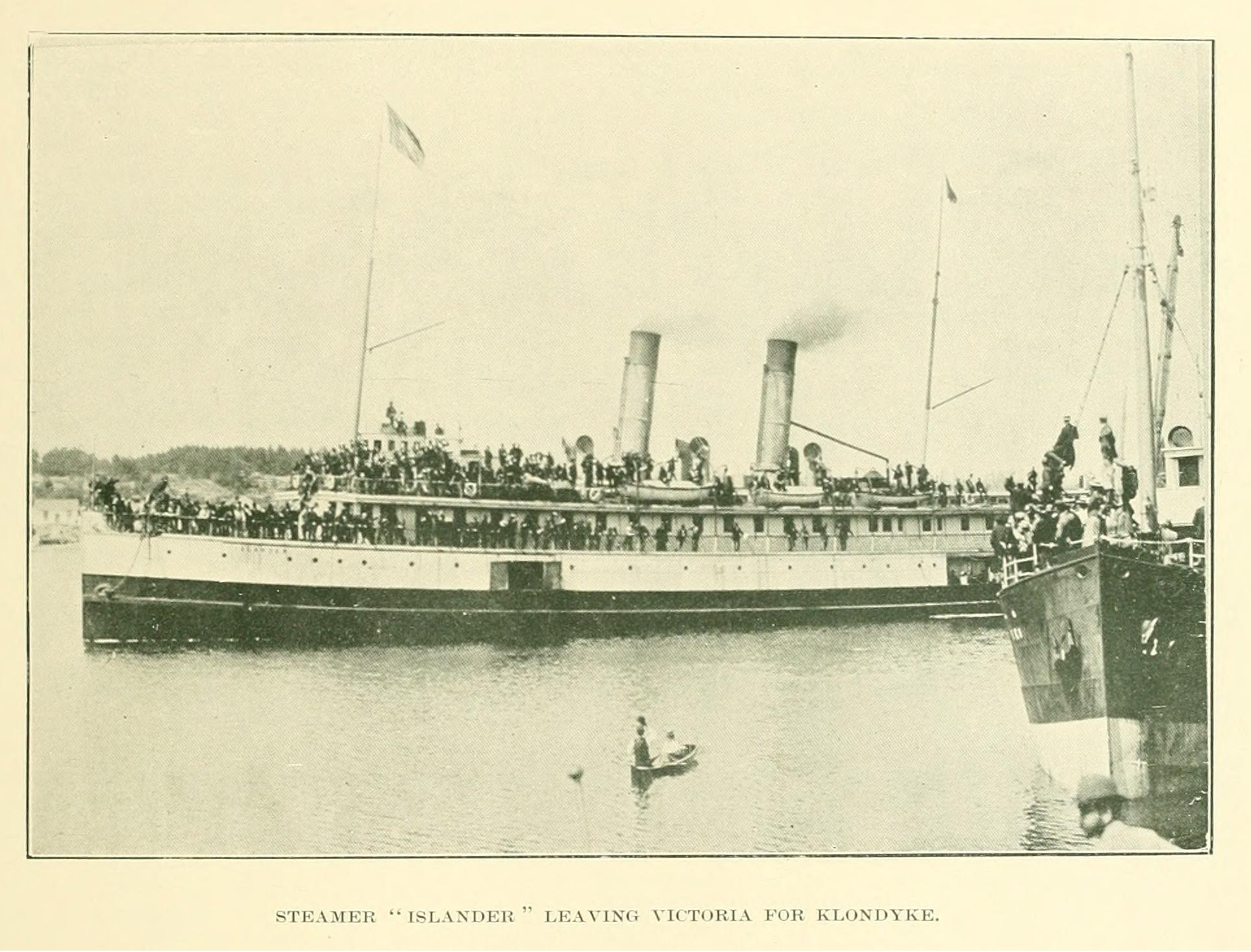
Islander partiendo de Victoria, Columbia Británica, con pasajeros con destino a los campos de oro de Klondike, 1897.

Los informes sobre el valor sustancial de la carga del barco dieron lugar a muchos intentos iniciales de salvamento del pecio y también a varias demandas. Tan pronto como el Islander se hundió, comenzaron los esfuerzos para localizar los restos del naufragio. A los pocos días, otro barco, el SS Haling, estaba sondeando la zona para determinar la profundidad de los restos del naufragio.
El primer intento de localizar al Islander fue un fracaso. En 1902, Henry Finch, un buzo experimentado con 40 años de experiencia, arrastró el fondo del canal Lynn en busca de los restos del naufragio. Localizó el casco pero no pudo continuar con un intento de salvamento real.

### 1904
En 1904, equipado con una barcaza especialmente diseñada y una campana de buceo, Finch logró localizar los restos del Islander a 175 pies (53 m) de agua e informó de un "gran agujero" en la proa del barco. Desafortunadamente, Finch no tenía los medios para acceder a la ubicación informada del oro en la oficina del sobrecargo en el centro del barco y, como resultado, sólo se recuperó una sección de la barandilla de la cubierta y la rejilla.
Durante los siguientes 25 años se realizaron al menos una docena de intentos de salvamento en el Islander. Todas las operaciones lograron llegar a los restos del naufragio, pero ninguna logró penetrar la bodega del barco ni recuperar nada del oro. Aparte de las condiciones climáticas adversas, las fuertes corrientes y las temperaturas extremadamente frías, a principios del siglo XX prácticamente se desconocía el rescate desde las profundidades a las que se encontraba el pecio.

### 1929
En 1929, el Capitán Wiley de Seattle se asoció con Frank Curtis, un profesional de mudanzas con experiencia en el traslado y transporte de grandes estructuras. Su plan consistía en pasar 20 cables de acero por debajo del transatlántico hundido que se conectarían a los buques de superficie. Luego, los cables debían tensarse en cada marea baja, empujando los restos del naufragio hacia la costa con cada marea alta. Esta desafiante operación ocupó dos temporadas completas de salvamento hasta que, el 20 de julio de 1934, Islander emergió cerca de Green's Cove, Admiralty Island, Alaska.
El "gran agujero" observado por primera vez por Henry Finch en 1904 resultó ser más significativo de lo que se sospechaba: 60 pies (18 m) de la proa del Islander, incluidos el correo y la sala de almacenamiento, habían sido completamente cortados. Sin embargo, era la Oficina del Sobrecargo en la sección media del barco donde se esperaba encontrar el oro del Islander.
Lamentablemente, cuando se limpiaron los restos del naufragio, Islander arrojó sólo 75.000 dólares en pepitas de oro y polvo de oro. La Oficina del Sobrecargo no reveló ninguna de las cajas fuertes de lingotes que se esperaban; su caja fuerte contenía sólo un puñado de monedas de oro de 10 y 20 dólares y algunos billetes empapados.
Según declaraciones de los agentes de la Real Policía Montada de Canadá (RCMP) que estaban a bordo del barco para custodiar el envío de oro, los lingotes habían sido guardados en un casillero en el lado de babor de la cubierta del pozo de proa, justo detrás de la ruptura del castillo de proa: un área ubicada dentro de la sección de proa "perdida" que no fue localizada hasta agosto de 1996.

### 1996
En 1996, OceanMar Inc. de Seattle reunió capital en los Estados Unidos y el Reino Unido para alquilar un barco adecuado y montar una expedición de salvamento equipada con un extenso conjunto de sonar de barrido lateral y un vehículo operado remotamente Surveyor.
A su llegada a Juneau, el barco de la expedición, el MV Jolly Roger, fue abordado por un mariscal adjunto de los Estados Unidos, y la expedición recibió una orden de restricción temporal , obtenida por una compañía de salvamento rival, Yukon Recovery de Seattle. Yukon Recovery reclamó derechos sobre los restos del naufragio alegando que habían rescatado una lámpara y una botella, en virtud de la Ley de Naufragios Abandonados. OceanMar, que había investigado exhaustivamente a Islander, afirmó que los restos del naufragio nunca habían sido abandonados y que, en consecuencia, su acuerdo de salvamento, que estaba firmado con las aseguradoras originales, tenía prioridad. OceanMar también pudo demostrar que habían localizado la sección de proa mucho antes de que Yukon apareciera en escena.
Una reunión en Anchorage con un juez experto en derecho marítimo dio como resultado que se concediera permiso a OceanMar para inspeccionar y grabar en vídeo el lugar del naufragio, con el estricto entendimiento de que no se debía sacar nada del naufragio.
Jolly Roger y su tripulación pasaron las siguientes cinco semanas registrando cada aspecto de la sección de proa y escaneando lateralmente el campo de escombros que se encontraba entre el punto de impacto original y el lugar de descanso final del barco. La sección de proa del Islander fue localizada en el 95 aniversario del hundimiento, casi a la hora.
Luego, OceanMar se vio envuelto en cuatro años de acciones legales con Yukon Recovery, lo que resultó en que los tribunales de apelaciones de los Estados Unidos fallaran a favor de OceanMar el 7 de marzo de 2000.
En 2004, la empresa todavía estaba intentando reunir el capital necesario para montar un nuevo esfuerzo de salvamento.